# 冯仁亮
冯仁亮（1988年5月12日—）是中国职业足球运动员，司职前锋或前卫。

## 俱乐部生涯
冯仁亮是由以培养年轻球员著称的火车头训练出的球员，以其出众的能力很早就引起中超球队关注。冯仁亮在小学时进入天津市河北区少体校开始接受有系统足球的训练。
2000年，火车头足球俱乐部面向全市招生，冯仁亮也进入了俱乐部的重点考察名单，最终成功入选。2003年，作为中国国少队的一员，冯仁亮参加了亚少赛并且表现不俗。冯仁亮从小就一心想要进入天津泰达効力，2008年他曾试训天津泰达，冯仁亮的表现得到了教练组的认可，但是由于俱乐部不同意放人最终没有成行，2009年他代表火车头体协参加了全运会。
2009年末，冯仁亮在上海申花试训期间的表现就获得新帅布拉泽维奇的首肯，于2010年1月加盟球队。从乙级联赛“跳级”进入中超的的冯仁亮立刻牢牢占据了先发主力的位置，在第二场比赛中就上演了中场开始长途带球突破远射得分的精彩表现，之后比赛又多次助攻和进球，而且加之能够胜任左右两边，引起广泛关注。2010年8月，冯仁亮第一次入选中国国家队，再一次“跳级”成功。 整个赛季冯仁亮都表现出色，除因伤缺席了一场比赛以外，首发了其它所有比赛并贡献了5个入球和众多助攻。
2012年11月20日，广州恒大宣布冯仁亮正式转会加盟球队。 2013年3月8日，他在2013赛季中超首轮对阵上海申鑫的比赛首次代表广州恒大出场。但在整个赛季，冯仁亮没有发挥出期望的水平，最终仅代表球队在联赛出场10次。2014年3月8日，他终于射进加盟球队后的首个正式比赛进球，帮助广州恒大主场3比0击败河南建业。
2014年6月，冯仁亮被租借到中超球队长春亚泰。

## 更改年龄事件
2011年初，在中国足协向亚洲足联上报2011年亚洲杯50人参名单的时候，亚足联特意强调，参赛的各国球员报名时除了要提供护照信息外，还要有身份证信息。结果，在核实身份证和在中国足协注册的资料时，工作人员发现冯仁亮更改过年龄，原本1988年5月12日出生的他，被改成了1989年1月8日出生。冯仁亮表示自己从来没有隐瞒过真实生日，也只有一张身份证，包括自己按要求填写给足协的资料都是真实信息。而球员注册资料则是冯仁亮原来所属的火车头体协提供的，主要目的是为了让球员参加设置了年龄限制的2009年全运会，但是火车头队预选赛即遭淘汰，所以当时没有任何人关注或审查。中国足协表示主要责任不在球员，处以禁赛三场，对于火车头和上海申花两家俱乐部处以罚款。随后中国足协又宣布由于冯仁亮没有代表中国国家队出战2011年亚洲杯的小组赛，这三场比赛已被视为禁赛，于是不影响他参加新赛季的亚冠和中超联赛。